# Халли (аэродром)
Аэропорт Халли (ИАТА: KEV, ИКАО: EFHA) (фин. Hallin lentoasema) — военный аэродром, расположенный в Куоревеси, Йямся, Финляндия, в 23 км к западу от центра Йямся. Здесь базируется учебная эскадрилья Военно-Воздушных Сил Финляндии, где обучаются специалисты по воздушным судами и авиационному вооружению. Неподалёку располагается авиационный музей Халлинпорти